# Список эпизодов телесериала «Вавилон-5»
«Вавилон-5» (англ. Babylon 5) — научно-фантастический телевизионный сериал, созданный и спродюсированный Джозефом Майклом Стражински. В центре сюжета находится космическая станция «Вавилон-5», построенная для дипломатических целей, поддержания мира между космическими цивилизациями, торговли и совместной деятельности. Сериал завоевал несколько премий, включая две премии Хьюго за лучшую драматическую постановку.
Телесериал выпускался компанией Babylonian Productions label, совместно с Synthetic Worlds Ltd. и Warner Bros. Domestic Television. После успешного выхода 22 февраля 1993 года 89-минутного пилотного фильма «Вавилон-5: Сборы» было принято решение о производстве сериала. С 26 января 1994 года по 25 ноября 1998 года было показано 5 сезонов по 22 серии — всего 110 эпизодов, средняя продолжительность которых составила 45 минут. Изначально сериал транслировался на телеканале PTEN, а затем, после закрытия PTEN в 1997 году, на кабельном телеканале TNT. После прекращения основного сериала было выпущено шесть фильмов и один спин-офф сериал — «Крестовый поход».

## Описание сезонов
| Сезон | Сезон                           | Эпизодов | Оригинальная дата показа | Оригинальная дата показа |
| Сезон | Сезон                           | Эпизодов | Премьера сезона          | Финал сезона             |
| ----- | ------------------------------- | -------- | ------------------------ | ------------------------ |
|       | 1. «Пророчества и предсказания» | 22       | 26 января 1994 года      | 26 октября 1994 года     |
|       | 2. «Нашествие теней»            | 22       | 2 ноября 1994 года       | 1 ноября 1995 года       |
|       | 3. «Возврата нет»               | 22       | 6 ноября 1995 года       | 28 октября 1996 года     |
|       | 4. «Не отступать, не сдаваться» | 22       | 4 ноября 1996 года       | 27 октября 1997 года     |
|       | 5. «Огненное колесо»            | 22       | 21 января 1998 года      | 25 ноября 1998 года      |

## Пилотный фильм
| # | Название                                      | Режиссёр       | Сценарист            | Продюсер            | Даты премьеры                                               | Издание DVD                    | Произв. код |
| --- | --------------------------------------------- | -------------- | -------------------- | ------------------- | ----------------------------------------------------------- | ------------------------------ | ----------- |
| 00 | «Вавилон-5: Сборы» «Babylon 5: The Gathering» | Ричард Комптон | Дж. Майкл Стражински | Роберт Латман Браун | 22 февраля 1993 28 ноября 1997 1 декабря 1997 4 января 1998 | 4 декабря 2001 17 августа 2004 | 0           |
| Кош, посол Ворлона, серьёзно ранен в результате покушения, сразу после прибытия на станцию. Единственным подозреваемым оказывается коммандер Джеффри Синклер. |                                               |                |                      |                     |                                                             |                                |             |

## Список эпизодов
Задуманный с самого начала как пятилетняя история, сериал был создан Джозефом Майклом Стражински, он же, совместно с Дугласом Неттером выступил исполнительным продюсером. Автором сценария большинства эпизодов так же является Стражински, а приглашенные сценаристы, среди которых были Питер Дэвид, Нил Гейман, Кэтрин М. Дреннан, Ларри ДиТилло, Д.С. Фонтана и Дэвид Герролд, работали в строгих рамках общего сюжета, чтобы сохранить характер всех персонажей, задуманный создателем сериала. Для того, чтобы уход актёров из сериала не вредил общей сюжетной арке, были продуманы способы вывода их персонажей из сюжета, которые несколько раз применялись.
Каждый сезон сериала имеет собственное название, связанное с ключевой темой эпизода. Помимо названия, каждому сезону соответствуют свои вступительные титры и своя основная музыкальная тема.

### Сезон 1. «Пророчества и предсказания» («Signs and Portents»)
Это был рассвет третьей эры человечества. Минуло десять лет после войны Земли с Минбаром. Проект «Вавилон» стал воплощением нашей мечты. Его цель — предотвращение новой войны с помощью места, где люди и инопланетяне могли бы мирно решать свои споры. Вдали от дома он стал домом для дипломатов, авантюристов, бизнесменов и странников. Люди и инопланетяне в оболочке двух с половиной миллионов тонн вращающегося металла, одни во мраке космоса. Подчас здесь небезопасно, но это наша последняя надежда на мир. Это история последней станции серии «Вавилон». Время действия: 2258 год. Место действия: «Вавилон-5».
Оригинальный текст (англ.)It was the dawn of the third age of mankind – ten years after the Earth-Minbari War. The Babylon Project was a dream, given form. Its goal: to prevent another war, by creating a place where humans and aliens can work out their differences peacefully. It's a port of call – home away from home – for diplomats, hustlers, entrepreneurs, and wanderers. Humans and aliens, wrapped in two million, five hundred thousand tons of spinning metal… all alone in the night. It can be a dangerous place, but it's our last best hope for peace. This is the story of the last of the Babylon stations. The year is 2258. The name of the place is Babylon 5.
— Коммандер Джеффри Синклер (Майкл О’Хэр)
| No. | #  | Название                                              | Режиссёр              | Сценарист            | Приглашенные актёры | Даты премьеры                  | Произв. код |
| --- | -- | ----------------------------------------------------- | --------------------- | -------------------- | --- | ------------------------------ | ----------- |
| 1 | 1  | «Полночь на линии огня» «Midnight on the Firing Line» | Ричард Комптон        | Дж. Майкл Стражински | Пол Хэмптон (сенатор) | 26 января 1994 2 декабря 1997  | 103         |
| После атаки флота нарнов на колонию Центавра возрастает напряженность между послами Г’Каром и Лондо Моллари. В то же время корабли, находящиеся вблизи станции, подвергаются атакам пиратов.                                                                        |    |                                                       |                       |                      | |                                |             |
| 2 | 2  | «Охотник за душами» «Soul Hunter»                     | Джим Джонстон         | Дж. Майкл Стражински | Морган Шеппард (охотник за душами)                                                                                              | 2 февраля 1994 3 декабря 1997  | 102         |
| Серьёзно поврежденное судно прибивает к станции. На нём оказывается охотник за душами, представитель древней расы, представители которой коллекционируют и сохраняют умирающих.                                                                                     |    |                                                       |                       |                      | |                                |             |
| 3 | 3  | «Коварство и любовь» «Born to the Purple»             | Брюс Сет Грин         | Ларри ДеТиллио       | Фабиана Уденио (Адира Тири) Клив Ревилл (Тракис)                                                                                | 9 февраля 1994 4 декабря 1997  | 104         |
| Карьера Лондо оказывается под угрозой, когда красивая рабыня соблазняет его и крадет компрометирующую информацию. Майкл Гарибальди расследует несанкционированное использование каналов связи.                                                                      |    |                                                       |                       |                      | |                                |             |
| 4 | 4  | «Инфекция» «Infection»                                | Ричард Комптон        | Дж. Майкл Стражински | Дэвид Маккаллум (Венс Хендрикс) Маршалл Тиг (Нельсон Дрейк)                                                                     | 16 февраля 1994 9 декабря 1997 | 101         |
| На станцию, с просьбой помочь в изучении странных артефактов органической технологии, прибывает друг и ментор доктора Франклина — ксеноархеолог Хендрикс. |    |                                                       |                       |                      | |                                |             |
| 5 | 5  | «Парламент мечты» «The Parliament of Dreams»          | Джим Джонстон         | Дж. Майкл Стражински | Джулия Никсон (Кэтрин Сакай) Томас Копачи (Ту’Пари)                                                                             | 23 февраля 1994 9 декабря 1997 | 108         |
| Давняя возлюбленная коммандера Синклера Кэтрин прибывает на станцию во время религиозного фестиваля. К Г’Кару же прибывают атташе На’Тот и курьер с Нарна — один из которых подосланный убийца.                                                                     |    |                                                       |                       |                      | |                                |             |
| 6 | 6  | «Поле битвы — разум» «Mind War»                       | Брюс Сет Грин         | Дж. Майкл Стражински | Джулия Никсон (Кэтрин Сакай) Вилльям Алан Юнг (Джейсон Айронхарт) Фелисити Ватерман (Келси) Уолтер Кёниг (Бестер)               | 2 марта 1994 10 декабря 1997   | 110         |
| На станцию прибывает пси-коп Бестер с помощницей. Они разыскивают беглого телепата, скрывающегося на Вавилоне-5. Кэтрин Сакай, игнорируя предупреждения Г’Кара, отправляется исследовать планету в спорном секторе.                                                 |    |                                                       |                       |                      | |                                |             |
| 7 | 7  | «Молитва войны» «The War Prayer»                      | Ричард Комптон        | Д.С. Фонтана         | Тристиан Роджерс (Мэлколм Биггс) Нэнси Ли Гран (Шаал Майян) Родни Истман (Кирон Мерей) Даника Маккеллар (Арью Тенсус)           | 9 марта 1994 11 декабря 1997   | 107         |
| На станции расистская группировка совершает нападения на инопланетян, в том числе на известную минбарскую поэтессу. Лондо же пытается решить проблему с двумя центаврскими подростками, не желающими вступать в брак по расчету.                                    |    |                                                       |                       |                      | |                                |             |
| 8 | 8  | «И небо, полное звёзд» «And the sky full of stars»    | Джанет Грик           | Дж. Майкл Стражински | Джастин Вилльямс (Митчелл) Кристофер Ним (Рыцарь Два) Юдсон Скотт (Рыцарь Один)                                                 | 16 марта 1994 15 декабря 1997  | 106         |
| Синклер захвачен и допрашивается двумя людьми, которые пытаются доказать его предательство во время Битвы на Рубеже. |    |                                                       |                       |                      | |                                |             |
| 9 | 9  | «Несущая смерть» «Deathwalker»                        | Брюс Сет Грин         | Ларри ДеТиллио       | Сара Дуглас (Джа’дур) Робин Кертис (посол Калика) Коси Коста (Аббут) Аки Алеонг (Сенатор Хидоши)                                | 20 апреля 1994 16 декабря 1997 | 113         |
| На’Тот набрасывается на приезжую инопланетянку, обвиняя её в том, что она Джа’дур — военная преступница, известная как Несущая смерть. Кош нанимает Талию для переговоров со странным человеком.                                                                    |    |                                                       |                       |                      | |                                |             |
| 10 | 10 | «Фанатики» «Believers»                                | Ричард Комптон        | Дэвид Геррольд       | Трисия О'Нил (М’ола) Стивен Ли (Тарг) Сильвана Галлардо (Майя Хенандез)                                                         | 27 апреля 1994 17 декабря 1997 | 105         |
| Инопланетная пара обращается к доктору Франклину с просьбой вылечить его сына. Его может спасти простая операция, но это идет вразрез с инопланетными религиозными нормами. Сьюзан Иванова сопровождает пассажирский транспорт через территорию активности пиратов. |    |                                                       |                       |                      | |                                |             |
| 11 | 11 | «Выжившие» «Survivors»                                | Джим Джонстон         | Марк Скотт Зикри     | Элайн Томас (Лайяна Кеммер) Том Дональдсон (Каттер)                                                                             | 4 мая 1994 18 декабря 1997     | 111         |
| Перед визитом президента Земного Альянса в доках станции происходит взрыв. За расследование берется прибывший майор службы президентской безопасности Кеммер, винящая Гарибальди в смерти своего отца.                                                              |    |                                                       |                       |                      | |                                |             |
| 12 | 12 | «Крайние меры» «By Any Means Necessary»               | Джим Джонстон         | Кэтрин М. Дреннан    | Кэти Бойер (Ниома Конналли) Джон Снайдер (Орин Зенто) Аки Алеонг (Сенатор Хидоши)                                               | 11 мая 1994 22 декабря 1997    | 114         |
| Серия инцидентов в доках, в том числе авария корабля нарнов, вынуждает рабочих начать забастовку. Г’Кар вынужден искать замену потерянному в аварии редкому цветку, необходимому для религиозного ритуала.                                                          |    |                                                       |                       |                      | |                                |             |
| 13 | 13 | «Пророчества и предсказания» «Signs and Portents»     | Джанет Грик           | Дж. Майкл Стражински | Геррит Грахам (Лорд Киро) Фреди Олстер (Леди Ладира) Эд Вассер (Морден)                                                         | 18 мая 1994 23 декабря 1997    | 116         |
| Представители Центавра прибывают на станцию для транспортировки уникальной реликвии на свою родную планету. В это время появляется странный человек — Морден, который задает всем послам вопрос: «Что Вы хотите?»                                                   |    |                                                       |                       |                      | |                                |             |
| 14 | 14 | «Технический нокаут» «TKO»                            | Джон Флинн III        | Ларри ДиТилло        | Грег Маккинней (Уолкер Смит) Сун-Тек Ох (Мута-до) Дон Строуд (Калибан) Теодор Бикел (рабби Козлов)                              | 25 мая 1994 24 декабря 1997    | 119         |
| На станцию прибывают Уолкер Смит и рабби Козлов, один — для участия в инопланетных боях «мутай», другой — помочь Ивановой провести обряд поминовения её отца. |    |                                                       |                       |                      | |                                |             |
| 15 | 15 | «Грааль» «Grail»                                      | Ричард Комптон        | Кристи Маркс         | Дэвид Уорнер (Олдос Гайич) Том Букер (Чума) Джим Нортон (Омбус Веллингтон)                                                      | 6 июля 1994 25 декабря 1997    | 109         |
| На станцию прибывает последний член ордена, ищущего Грааль. В то же время на нижних палубах станции гангстеры создают проблемы службе безопасности, стирая память у свидетелей.                                                                                     |    |                                                       |                       |                      | |                                |             |
| 16 | 16 | «Глаза» «Eyes»                                        | Джим Джонстон         | Лоуренс ДиТилло      | Грегори Мартин (Ари Бен Зейн) Джеффри Комбс (Харриман Грей)                                                                     | 13 июля 1994 29 декабря 1997   | 122         |
| На станцию прибывают военный дознаватель и телепат, их целью является оценить лояльность экипажа к Земле. Пока высшее командование занято проверяющими, Ленньер помогает Гарибальди собрать мотоцикл конца XX века.                                                 |    |                                                       |                       |                      | |                                |             |
| 17 | 17 | «Наследие прошлого» «Legacies»                        | Брюс Сет Грин         | Д.С. Фонтана         | Джон Виккери (Нерун) Грайс Уна (Алиса Белдон)                                                                                   | 20 июля 1994 30 декабря 1997   | 115         |
| Минбарский военный крейсер прибывает на Вавилон-5, дабы почтить память умершего военачальника. Между Талией и Ивановой идет борьба за судьбу девушки-телепата. |    |                                                       |                       |                      | |                                |             |
| 18 | 18 | «Глас в пустыне» «A Voice in the Wilderness»          | Джанет Грик           | Дж. Майкл Стражински | Луи Тюренн (Драал) Курт Лоуэнс (Варн) Рон Канада (Капитан Эллис Пирс) Денис Джентайл (Лиза Хемптон) Аки Алеонг (Сенатор Хидоши) | 21 июля 1994 5 января 1998     | 120         |
| 19 | 19 | «Глас в пустыне» «A Voice in the Wilderness»          | Джанет Грик           | Дж. Майкл Стражински | Луи Тюренн (Драал) Курт Лоуэнс (Варн) Рон Канада (Капитан Эллис Пирс) Денис Джентайл (Лиза Хемптон) Аки Алеонг (Сенатор Хидоши) | 3 августа 1994 8 января 1998   | 121         |
| С необитаемой планеты Эпсилон-3, на орбите которой находится Вавилон-5, начинают поступать странные сигналы. Беспорядки на Марсе заставляют Гарибальди вспомнить о давней любви.                                                                                    |    |                                                       |                       |                      | |                                |             |
| 20 | 20 | «Встреча с прошлым» «Babylon Squared»                 | Джим Джонстон         | Дж. Майкл Стражински | Кент Бродхерст (майор Крантц) Тим Чоут (Затрас) Денис Джентайл (Лиза Хемптон)                                                   | 10 августа 1994 9 января 1998  | 118         |
| Исчезнувший четырьмя годами раньше, Вавилон-4 появляется из ниоткуда, и Синклер с Гарибальди отправляются эвакуировать экипаж. Серый совет вызывает Деленн и сообщает, что её избрали новым лидером.                                                                |    |                                                       |                       |                      | |                                |             |
| 21 | 21 | «Цена милосердия» «The Quality of Mercy»              | Лоррейн Сенна Феррара | Дж. Майкл Стражински | Джун Локхарт (Лора Розен) Марк Ролстон (Карл Мюллер) Дайман Лондон (сенатор Центавра) Джим Нортон (Омбус Веллингтон)            | 17 августа 1994 12 января 1998 | 117         |
| Доктор Франклин расследует информацию о нелицензированном лекаре на нижних палубах, а Лондо берет Леньера на экскурсию по злачным местам станции. Тем временем на станции приговаривают к стиранию личности серийного убийцу.                                       |    |                                                       |                       |                      | |                                |             |
| 22 | 22 | «Кризалис» «Chrysalis»                                | Джанет Грик           | Дж. Майкл Стражински | Джулия Никсон (Кэтрин Сакай) | 26 октября 1994 13 января 1998 | 112         |
| Накануне нового, 2259, года возрастает напряженность в отношениях между Нарном и Центавром, и Лондо находит решение, сулящее ему и его родному миру славу. Гарибальди же пытается расследовать убийство своего информатора.                                         |    |                                                       |                       |                      | |                                |             |

1. 1 2  Согласно авторскому замыслу, эпизоды «Технический нокаут» и «Наследие прошлого» должны были быть показаны между сериями «Цена милосердия» и «Кризалис»[10].
2. ↑  В дальнейшем роль Драала исполнял Джон Шук.

### Сезон 2. «Нашествие теней» («The Coming of Shadows»)
Проект «Вавилон» был нашей последней надеждой на мир. Ни на что не похожий, особенный мир, пять миль в длину в нейтральном секторе пространства. Место торговли и дипломатии, четверть миллиона людей и инопланетян. Сверкающий маяк во мраке космоса. Это был рассвет Третьей Эры Человечества, год, когда над всеми нами нависла угроза Великой Войны. Это история последней станции серии «Вавилон». Время действия: год 2259. Место действия: «Вавилон-5».
Оригинальный текст (англ.)The Babylon Project was our last, best hope for peace. A self-contained world five miles long, located in neutral territory. A place of commerce and diplomacy for a quarter of a million humans and aliens. A shining beacon in space, all alone in the night. It was the dawn of the Third Age of Mankind… the year the Great War came upon us all. This is the story of the last of the Babylon stations. The year is 2259. The name of the place is Babylon 5.
— капитан Джон Шеридан (Брюс Бокслейтнер)
| No. | #  | Название                                                | Режиссёр         | Сценарист            | Приглашенные актёры                                                                                               | Даты премьеры                   | Произв. код |
| --- | -- | ------------------------------------------------------- | ---------------- | -------------------- | --- | ------------------------------- | ----------- |
| 23 | 1  | «Отправные пункты» «Points of Departure»                | Дженет Грик      | Дж. Майкл Стражински | Ричард Гров (Калейн) Робин Сакс (Хедронн) Роберт Фоксворт (Уильям Хейг)                                           | 2 ноября 1994 14 января 1998    | 201         |
| После перевода Синклера Джон Шеридан принимает командование Вавилоном-5, к которому приближается мятежный минбарский крейсер. |    |                                                         |                  |                      | |                                 |             |
| 24 | 2  | «Откровения» «Revelations»                              | Джим Джонстон    | Дж. Майкл Стражински | Эд Вассер (Морден) Беверли Лич (Элизабет Шеридан) Бет Туссен (Анна Шеридан)                                       | 9 ноября 1994 15 января 1998    | 202         |
| Франклин принимает радикальные меры для спасения Гарибальди, Деленн вылупляется из кризалиса, Лондо продолжает переговоры с Морденом, Г’Кар возвращается из экспедиции, в которой обнаруживает следы воскрешения древней расы.                 |    |                                                         |                  |                      | |                                 |             |
| 25 | 3  | «Геометрия теней» «The Geometry of Shadows»             | Майк Вейар       | Дж. Майкл Стражински | Мишель Ансара (Элрик) Вилльям Форвард (Лорд Рифа) Дэвид Л. Кроули (Лоу Велч)                                      | 16 ноября 1994 16 января 1998   | 203         |
| Лондо продолжает использовать Мордена и его союзников для наращивания силы Центавра и повышения своего статуса. На станцию прибывают техномаги, а Иванова оказывается вовлечена в конфликт между двумя группировками дрази.                    |    |                                                         |                  |                      | |                                 |             |
| 26 | 4  | «Далёкая звезда» «A Distant Star»                       | Джим Джонстон    | Д.С. Фонтана         | Расс Тэмблин (Джек Мейнард) Арт Кимбро (Рэй Галус) Мигель А. Нуньес мл. (Орвелл)                                  | 23 ноября 1994 19 января 1998   | 204         |
| Шеридан проводит опасную операцию по спасению исследовательского судна, застрявшего в гиперпространстве. Авторитет Деленн в минбарском правительстве оказывается под вопросом из-за её трансформации.                                          |    |                                                         |                  |                      | |                                 |             |
| 27 | 5  | «Из тьмы веков» «The Long Dark»                         | Марио ДиЛео      | Скотт Фрост          | Анна-Мария Джонсон (Мария Сиррус) Дуайт Шультц (Амис)                                                             | 30 ноября 1994 20 января 1998   | 205         |
| Судно с криокапсулами, отправившееся с Земли за сотню лет до постройки Вавилона-5 и открытия гиперпространства, появляется вблизи станции. На борту судна оказываются женщина из прошлого, мертвое тело и смертельно опасное существо.         |    |                                                         |                  |                      | |                                 |             |
| 28 | 6  | «Паук в паутине» «Spider in the Web»                    | Кевин Кремин     | Ларри ДиТилло        | Эдриенн Барбо (Аманда Картер) Джеймс Шигета (Таро Исоги) Джефф Конауэй (Зак Аллан) Джессика Уолтер (Элиза Воудро) | 7 декабря 1994 21 января 1998   | 206         |
| Старый друг Талии Винтерс убит человеком, якобы состоящим в марсианском сопротивлении. Однако, убийца числится мертвым. |    |                                                         |                  |                      | |                                 |             |
| 29 | 7  | «Родственные души» «Soul Mates»                         | Джон Флинн III   | Питер Дэвид          | см. ниже | 14 декабря 1994 22 января 1998  | 208         |
| К Лондо на станцию прибывают его три жены, а к Талии - её бывший муж, телепат, который смог избавиться от своего дара. Делен же пытается при помощи Ивановой свыкнуться со своей человеческой природой.                                        |    |                                                         |                  |                      | |                                 |             |
| 30 | 8  | «Гонки сквозь мрак» «A Race Through Dark Places»        | Джим Джонстон    | Дж. Майкл Стражински | Уолтер Кёниг (Бестер)                                                                                             | 25 января 1995 23 января 1998   | 207         |
| Бестер прибывает на станцию для расследования деятельности канала по переброске беглых телепатов, который создан кем-то из высшего командования станцией.                                                                                      |    |                                                         |                  |                      | |                                 |             |
| 31 | 9  | «Нашествие теней» «The Coming of Shadows»               | Дженет Грик      | Дж. Майкл Стражински | Джефф Конауэй (Зак Аллан) Турхан Бей (Император Центавра)                                                         | 1 февраля 1995 26 января 1998   | 209         |
| Император Центавра прибывает с визитом на станцию, что приводит к радикальным действиям как Г’Кара, так и Лондо с лордом Рифа. Гарибальди сталкивается с группой, называющей себя «рейнджеры».                                                 |    |                                                         |                  |                      | |                                 |             |
| 32 | 10 | «Десант» «Gropos»                                       | Джим Джонстон    | Ларри ДиТилло        | Пол Винфилд (Ричард Франклин) Дэвид Л. Кроули (Лоу Велч) Кен Фори („Крупный“) Мари Маршалл („Доджер“)             | 8 февраля 1995 27 января 1998   | 210         |
| Вавилон-5 становится базой для 25 тысяч пехотинцев под руководством генерала Ричарда Франклина, отца Стивена. |    |                                                         |                  |                      | |                                 |             |
| 33 | 11 | «Один в ночи» «All Alone in the Night»                  | Марио ДиЛео      | Дж. Майкл Стражински | Маршалл Тигуи (нарн) Робин Сакс (Хедронн) Джон Виккери (Нерун) Роберт Фоксворт (Уильям Хейг)                      | 15 февраля 1995 28 января 1998  | 211         |
| Во время полета Шеридан захвачен неизвестными инопланетным кораблем. Деленн вызвана Серым Советом, который готов вынести решение о её дальнейшей судьбе.                                                                                       |    |                                                         |                  |                      | |                                 |             |
| 34 | 12 | «Жертвоприношения» «Acts of Sacrifice»                  | Джим Джонстон    | Дж. Майкл Стражински | Пол Вилльямс (Так) Джефф Конауэй (Зак Аллан) Йен Эберкромби (Коррелимурзон)                                       | 22 февраля 1995 29 января 1998  | 212         |
| Г’Кар пытается получить дипломатическую и военную поддержку со стороны Земного Альянса для своего народа, а Иванова пытается наладить контакт с цивилизацией лумати.                                                                           |    |                                                         |                  |                      | |                                 |             |
| 35 | 13 | «Охотник и жертва» «Hunter, Prey»                       | Минахем Бинетски | Дж. Майкл Стражински | Берни Касей (Дерек Кренстон) Джефф Конауэй (Зак Аллан) Тони Стидман (Эверет Джекобс) Ричард Молл (Макс)           | 1 марта 1995 30 января 1998     | 213         |
| Экипаж Вавилона-5 и служба безопасности Земного Альянса, каждый со своими целями, разыскивают бывшего врача президента, знающего тайну гибели предыдущего президента — Луиса Сантьяго.                                                         |    |                                                         |                  |                      | |                                 |             |
| 36 | 14 | «Вопрос чести» «There All the Honor Lies»               | Майк Вейар       | Питер Дэвид          | Джулия Кэйтлин Браун (Гинерва Корри) Джефф Конауэй (Зак Аллан) Шон Грегори Салливан (Ашан)                        | 26 апреля 1995 2 февраля 1998   | 215         |
| Шеридан отстранен от командования и ему грозит суд за убийство минбарца в результате самообороны. Ивановой поручено курировать продажу сувенирной продукции станции.                                                                           |    |                                                         |                  |                      | |                                 |             |
| 37 | 15 | «А теперь — слово» «And Now For a Word»                 | Марио ДиЛео      | Дж. Майкл Стражински | Ким Зиммер (Синтия Торкман) Кристофер Курри (Роналд Квантрелл)                                                    | 3 мая 1995 3 февраля 1998       | 214         |
| Корреспонденты ISN проводят 36 часов на станции, снимая документальный фильм о её жизни, её обитателях, а также о развитии нарно-центаврской войны.                                                                                            |    |                                                         |                  |                      | |                                 |             |
| 38 | 16 | «В тени За’ха’дума» «In the Shadow of Z'ha'dum»         | Дэвид Дж. Игл    | Дж. Майкл Стражински | Джефф Конауэй (Зак Аллан) Алекс Хайд-Вайт (Пирс Макаби) Эд Вассер (Морден)                                        | 10 мая 1995 4 февраля 1998      | 217         |
| Шеридан обнаруживает связь между гибелью своей жены и таинственным мистером Морденом. Прибывший на станцию чиновник из новосозданного Министерства Мира вербует людей в «Ночную стражу».                                                       |    |                                                         |                  |                      | |                                 |             |
| 39 | 17 | «Клинки» «Knives»                                       | Стивен Поузи     | Ларри ДиТилло        | Кармен Аргензиано (Урза Джаддо) Вилльям Форвард (Лорд Рифа)                                                       | 17 мая 1995 5 февраля 1998      | 216         |
| С просьбой о помощи к Лондо прибывает старый друг, которого вскорости могут объявить предателем. В Шеридана вселяется инопланетное существо.                                                                                                   |    |                                                         |                  |                      | |                                 |             |
| 40 | 18 | «Исповеди и сетования» «Confessions and Lamentations»   | Кевин Кремин     | Дж. Майкл Стражински | Джим Нортон (доктор Лазаренн)                                                                                     | 24 мая 1995 6 февраля 1998      | 218         |
| Смертельно опасная болезнь угрожает цивилизации маркабов, а, возможно, и всем на станции. Доктор Франклин пытается создать лекарство, пока не станет слишком поздно.                                                                           |    |                                                         |                  |                      | |                                 |             |
| 41 | 19 | «Раздвоение преданности» «Divided Loyalties»            | Хесус Тревиньо   | Дж. Майкл Стражински | Патрисия Толлман (Лита Александер) Джефф Конауэй (Зак Аллан)                                                      | 11 октября 1995 9 февраля 1998  | 220         |
| Лита, бывшая телепатом на станции в первый год её существования, возвращается с информацией, что кто-то из экипажа является шпионом пси-корпуса.                                                                                               |    |                                                         |                  |                      | |                                 |             |
| 42 | 20 | «Долгая битва в сумерках» «The Long, Twilight Struggle» | Джон Флинн III   | Дж. Майкл Стражински | Джон Шук (Драал) Вилльям Форвард (Лорд Рифа) Морган Шеппард (Г’Стен)                                              | 18 октября 1995 10 февраля 1998 | 219         |
| Центавр продолжает наступление на Нарн, готовя ловушку для нарнского флота при помощи тайного союзника Лондо, Теней. Г’Кар просит политического убежища. Деленн представляет Шеридану рейнджеров.                                              |    |                                                         |                  |                      | |                                 |             |
| 43 | 21 | «Инквизитор» «Comes the Inquisitor»                     | Майк Вейар       | Дж. Майкл Стражински | Уэйн Александер (Себастиан) Джек Кехлер (Чейз)                                                                    | 25 октября 1995 11 февраля 1998 | 221         |
| На станцию прибывает посланник Ворлона — «инквизитор», цель которого узнать истинные причины, побудившие Деленн и Шеридана на борьбу. Нарны на борту корабля ставят под сомнение лидерство Г’Кара.                                             |    |                                                         |                  |                      | |                                 |             |
| 44 | 22 | «Нашествие тьмы» «The Fall of Night»                    | Дженет Грик      | Дж. Майкл Стражински | Рой Дотрис (Фредерик Ленц) Джефф Конауэй (Зак Аллан) Робин Сакс (На’Кал) Джон Викери (Уэллс)                      | 1 ноября 1995 12 февраля 1998   | 222         |
| Командный состав станции попадает между молотом и наковальней, когда Шеридан решает дать убежище нарнскому военному кораблю. Земля в то же время оказывает поддержку Республике Центавра. А «Ночная стража» начинает увеличивать своё влияние. |    |                                                         |                  |                      | |                                 |             |

↑  Актеры, приглашенные в эпизод «Родственные души», — Кит Сзарбайка (Мэтт Стоунер), Лойс Неттлетон (Даггер), Блаир Волк (Мэриэль), Дэвид Л. Кроули (Лоу Велч), Карел Стрейкен (торговец), Джайн Карр (Тимов).
1. 1 2 3 4 5 6 7 8  С третьего сезона Джефф Конауэй войдет в основной состав актеров сериала в роли Зака Аллана.
2. 1 2  Согласно авторскому замыслу, эпизод «Гонки сквозь мрак» должен предшествовать эпизоду «Родственные души»[10].
3. ↑  Эпизод в 1996 году получил премию Хьюго в номинации за лучшую постановку[2].
4. 1 2  Согласно авторскому замыслу, эпизод «Клинки» должен предшествовать эпизоду «В тени За’ха’дума»[10].
5. ↑  Героиня Патрисии Толлман – Лита Александер, появившаяся в пилотном фильме, возвращается в сериал, участвует в нескольких эпизодах третьего сезона и с четвертого сезона является постоянным персонажем.

### Сезон 3. «Возврата нет» («Point of No Return»)
Проект «Вавилон» был нашей последней надеждой на мир. Эта надежда рухнула. Но, в год войны с Тенями, она превратилась в нечто большее: нашу последнюю надежду на победу. Время действия: год 2260. Место действия: «Вавилон-5».
Оригинальный текст (англ.)The Babylon Project was our last, best hope for peace. It failed. But, in the Year of the Shadow War, it became something greater: our last, best hope… for victory. The year is 2260. The place: Babylon 5.
— коммандер Сьюзан Иванова (Клаудия Кристиан)
| No. | #  | Название                                                                 | Режиссёр        | Сценарист            | Приглашенные актёры                                                                                                   | Даты премьеры                   | Произв. код |
| --- | -- | ------------------------------------------------------------------------ | --------------- | -------------------- | --- | ------------------------------- | ----------- |
| 45 | 1  | «Дело чести» «Matters of Honor»                                          | Кевин Кремин    | Дж. Майкл Стражински | Тукер Смэллвуд (Дэвид Эндави) Эд Вассер (Морден)                                                                      | 6 ноября 1995 13 февраля 1998   | 301         |
| На станцию прибывают рейнджер Маркус Коул, а также представитель военной разведки, ищущий информацию о кораблях Теней. |    |                                                                          |                 |                      | |                                 |             |
| 46 | 2  | «Убеждения» «Convictions»                                                | Майк Вейар      | Дж. Майкл Стражински | Кэри-Хироюки Тагава (Мориши) Патрик Килпатрик (Карлсон) Луис Тюренн (Брат Тео)                                        | 13 ноября 1995 16 февраля 1998  | 302         |
| На станции происходит ряд взрывов, в результате одного из которых ранен Ленньер. После спасения Шеридана Кошем на Вавилон-5 прибывают группы различных паломников, в том числе католические монахи, во главе с братом Тео.                                         |    |                                                                          |                 |                      | |                                 |             |
| 47 | 3  | «Тяжёлый день» «A Day in the Strife»                                     | Дэвид Игл       | Дж. Майкл Стражински | Стивен Махт (На'Фар) Маршалл Тигуи (Та'Лон)                                                                           | 20 ноября 1995 17 февраля 1998  | 303         |
| К Вавилону-5 приближается странный зонд, принадлежащий неизвестной расе. Г’Кар же вновь вынужден доказывать своё право на лидерство. И все это происходит на фоне непрекращающегося спора с представителями транспортников.                                        |    |                                                                          |                 |                      | |                                 |             |
| 48 | 4  | «Путь через Гефсиманский сад» «Passing Through Gethsemane»               | Адам Нимой      | Дж. Майкл Стражински | Брэд Дуриф (Брат Эдвард) Патрисия Толлман (Лита Александер) Луис Тюренн (Брат Тео)                                    | 27 ноября 1995 18 февраля 1998  | 304         |
| Монах, из организованной ранее постоянной миссии на станции, преследуем странными знаками и забытыми воспоминаниями. Лита Александер возвращается на станцию из пространства Ворлона.                                                                              |    |                                                                          |                 |                      | |                                 |             |
| 49 | 5  | «Голоса полномочий» «Voices of Authority»                                | Менахем Биницки | Дж. Майкл Стражински | Джон Шук (Драал) Шэри Шэттак (Джули Мусанте)                                                                          | 29 января 1996 19 февраля 1998  | 305         |
| Иванова и Маркус разыскивают Изначальных, способных помочь в надвигающейся войне. На станцию прибывает чиновница с Земли, назначенная политическим советником Шеридана.                                                                                            |    |                                                                          |                 |                      | |                                 |             |
| 50 | 6  | «Прах к праху» «Dust to Dust»                                            | Дэвид Игл       | Дж. Майкл Стражински | Джулиан Нейл (Линдсторм) Джим Нортон (Нарн) Уолтер Кёниг (Бестер)                                                     | 5 февраля 1996 20 февраля 1998  | 306         |
| На станцию снова прибывает Бестер, на этот раз расследующий торговлю «прахом» — наркотиком, увеличивающим телепатические способности и опасным не только для принимающего, но и для окружающих.                                                                    |    |                                                                          |                 |                      | |                                 |             |
| 51 | 7  | «Вживление» «Exogenesis»                                                 | Кевин Кремин    | Дж. Майкл Стражински | Джеймс Варвик (Мэттью Дуфин) Обри Моррис (Дункан)                                                                     | 12 февраля 1996 23 февраля 1998 | 307         |
| Франклин и Маркус расследуют появление паразита в трущобах. А Сьюзан пытается понять, насколько можно доверять лейтенанту Корвину. |    |                                                                          |                 |                      | |                                 |             |
| 52 | 8  | «Вести с Земли» «Messages from Earth»                                    | Майк Вейар      | Дж. Майкл Стражински | Нэнси Стаффорд (Мэри Киркиш) Вон Армстронг (офицер Ночной стражи)                                                     | 19 февраля 1996 24 февраля 1998 | 308         |
| Информация, с трудом полученная с Земли, вынуждает Деленн и Шеридана отправиться с опасной миссией в земное пространство. |    |                                                                          |                 |                      | |                                 |             |
| 53 | 9  | «Возврата нет» «Point of No Return»                                      | Джим Джонстон   | Дж. Майкл Стражински | Меджел Барретт (Леди Морелла) Маршалл Тигуи (Та'Лон) Вон Армстронг (офицер Ночной стражи) Льюис Аркетт (Генерал Смит) | 26 февраля 1996 25 февраля 1998 | 309         |
| Президент Земли вводит военное положение, и экипаж станции обязан передать командование Ночной страже. Известная предсказательница, вдова императора Центавра, посещает станцию.                                                                                   |    |                                                                          |                 |                      | |                                 |             |
| 54 | 10 | «Мятежная станция» «Severed Dreams»                                      | Дэвид Игл       | Дж. Майкл Стражински | Рэнс Ховард (Дэвид Шеридан) Брюс Макгилл (майор Райн)                                                                 | 1 апреля 1996 26 февраля 1998   | 310         |
| Президент Кларк пытается взять станцию под свой контроль, чем вынуждает Шеридана применить оружие против своего правительства. Деленн вступает в открытую конфронтацию с Серым Советом.                                                                            |    |                                                                          |                 |                      | |                                 |             |
| 55 | 11 | «Церемонии света и тьмы» «Ceremonies of Light and Dark»                  | Джон Флинн III  | Дж. Майкл Стражински | Вилльям Форвард (Лорд Рифа) Дон Страуд (Боггс) Пол Перри (снайпер) Харлан Эллисон (Спарки, компьютер)                 | 8 апреля 1996 27 февраля 1998   | 311         |
| Деленн устраивает минбарскую религиозную церемонию, дабы помочь экипажу и послам осознать события предыдущих дней. В то же время остатки Ночной стражи готовятся взять реванш.                                                                                     |    |                                                                          |                 |                      | |                                 |             |
| 56 | 12 | «Разбитые мечты Вира» «Sic Transit Vir»                                  | Хесус Тревиньо  | Дж. Майкл Стражински | Кармен Томас (Линдисти) Дайман Лондон (представитель Центавра)                                                        | 15 апреля 1996 2 марта 1998     | 312         |
| Вир, преследуемый последствиями своей «работы» на Минбаре, возвращается на станцию для встречи со своей невестой, которую он раньше никогда не видел. |    |                                                                          |                 |                      | |                                 |             |
| 57 | 13 | «Пассажир из Авалона» «A Late Delivery from Avalon»                      | Майк Вейар      | Дж. Майкл Стражински | Майкл Йорк (Артур) Майкл Каган (Эммет Фаркуаха)                                                                       | 22 апреля 1996 3 марта 1998     | 313         |
| На станцию прибывает странный пассажир, считающий себя королём Артуром из британских легенд. Шеридан и Иванова пытаются решить вопрос с новым статусом Вавилона-5.                                                                                                 |    |                                                                          |                 |                      | |                                 |             |
| 58 | 14 | «Корабль скорби» «Ship of Tears»                                         | Майк Вейар      | Дж. Майкл Стражински | Джоан Макмартрей (Кэролин) Диана Морган (Алисон) Уолтер Кёниг (Бестер)                                                | 29 апреля 1996 4 марта 1998     | 314         |
| На станцию прибывает Бестер с информацией, что Кларк сотрудничает с Тенями и собирается передать им оружие. В благодарность за информацию, Бестер хочет, чтобы Шеридан захватил судно с грузом.                                                                    |    |                                                                          |                 |                      | |                                 |             |
| 59 | 15 | «Интерлюдии и испытания» «Interludes and Examinations»                   | Хесус Тревиньо  | Дж. Майкл Стражински | Дженнифер Балгобин (Лилиана Хоббс) Рэнс Ховард (Дэвид Шеридан) Эд Вассер (Морден)                                     | 6 мая 1996 5 марта 1998         | 315         |
| Тени открыто атаковали дальние миры — война Теней началась, и Шеридан вынужден просить помощи Коша. На фоне растущего числа пациентов, Франклин все больше и больше становится зависим от стимуляторов.                                                            |    |                                                                          |                 |                      | |                                 |             |
| 60 | 16 | «Война без конца» «War Without End»                                      | Майк Вейар      | Дж. Майкл Стражински | Кент Бродхерст (майор Крантц) Тайм Винтерс (Ратенн) Майкл О’Хэр (Синклер) Тим Чоут (Затрас)                           | 13 мая 1996 6 марта 1998        | 316         |
| 61 | 17 | «Война без конца» «War Without End»                                      | Майк Вейар      | Дж. Майкл Стражински | Кент Бродхерст (майор Крантц) Тайм Винтерс (Ратенн) Майкл О’Хэр (Синклер) Тим Чоут (Затрас)                           | 20 мая 1996 9 марта 1998        | 317         |
| Джеффри Синклер, первый командующий станцией, организует миссию для спасения Вавилона-5 и всей Вселенной — возврат в прошлое и угон Вавилона-4. |    |                                                                          |                 |                      | |                                 |             |
| 62 | 18 | «Бродяга» «Walkabout»                                                    | Кевин Кремин    | Дж. Майкл Стражински | Эрика Гимпел (Кейлин) Патрисия Толлман (Лита Александер) Дженнифер Балгобин (Лилиана Хоббс) Робин Сакс (На’Кал)       | 30 сентября 1996 10 марта 1998  | 318         |
| На станцию, вместо погибшего Коша, прибывает новый посол Ворлона. Шеридан решает использовать преимущество против Теней, раскрытое при помощи Бестера. А доктор Стивен Франклин продолжает блуждать по станции в поисках себя.                                     |    |                                                                          |                 |                      | |                                 |             |
| 63 | 19 | «Уровень 17 не числится» «Grey 17 Is Missing»                            | Джон Флинн III  | Дж. Майкл Стражински | Роберт Инглунд (Иеремия) Джон Виккери (Нерун) Тайм Винтерс (Ратенн)                                                   | 7 октября 1996 11 марта 1998    | 319         |
| Гарибальди изучает «пропавший» уровень станции. Деленн становится новым главой рейнджеров — Энтил’За, но Нерун оспаривает право на лидерство. |    |                                                                          |                 |                      | |                                 |             |
| 64 | 20 | «И камни возопят, не укрыться» «And the Rock Cried Out, No Hiding Place» | Дэвид Игл       | Дж. Майкл Стражински | Эрик Авари (Лео Майерс) Вилльям Форвард (Лорд Рифа) Луис Тюренн (Брат Тео) Мэл Винклер (Вил Декстер)                  | 14 октября 1996 12 марта 1998   | 320         |
| Лондо готовит план, чтобы избавиться от лорда Рифа, своего политического соперника. К брату Тео прибывает делегация религиозных деятелей. |    |                                                                          |                 |                      | |                                 |             |
| 65 | 21 | «Танцы с Тенями» «Shadow Dancing»                                        | Ким Фридман     | Дж. Майкл Стражински | Ширли Престия (Барбара) Мелисса Гильберт (Анна Шеридан)                                                               | 21 октября 1996 13 марта 1998   | 321         |
| Шеридан, предугадывая место следующего удара Теней, готовится дать им отпор. Бродяжничество Франклина заканчивается для него серьёзным ранением. |    |                                                                          |                 |                      | |                                 |             |
| 66 | 22 | «За’Ха’Дум» «Z'ha'dum»                                                   | Адам Нимой      | Дж. Майкл Стражински | Джефф Корей (Джастин) Рон Кампбелл (посланник Мордена) Эд Вассер (Морден) Мелисса Гильберт (Анна Шеридан)             | 28 октября 1996 16 марта 1998   | 322         |
| Якобы погибшая четыре года назад, жена Шеридана уговаривает его отправиться на За’Ха’Дум для переговоров с Тенями. Лондо получает предложение стать советником императора по планетарной безопасности и покинуть станцию. Корабли Теней начинают окружать станцию. |    |                                                                          |                 |                      | |                                 |             |

1. ↑  Изначально эпизод «Голоса полномочий» предполагался предшествующим эпизоду «Путь через Гефсиманский сад»[10].
2. ↑  Эпизод в 1997 году получил премию Хьюго в номинации за лучшую постановку[3].
3. 1 2  Согласно авторскому замыслу, эпизод «Пассажир из Авалона» должен предшествовать эпизоду «Разбитые мечты Вира»[10].
4. 1 2  Согласно авторскому замыслу, эпизод «Бродяга» должен предшествовать двойному эпизоду «Война без конца»[10].
5. ↑  Майкл О’Хэр исполнял главную роль — коммандера Джеффри Синклера — в первом сезоне сериала.
6. 1 2  Жена Брюса Бокслейтнера (исполнитель роли Джона Шеридана) Мелисса Гильберт заменила Бет Туссен, сыгравшую Анну Шеридан во втором сезоне сериала.

### Сезон 4. «Не отступать, не сдаваться» («No Surrender, No Retreat»)
Это был год огня — год разрушения — год, когда мы отвоевали своё. Это был год возрождения — год великой печали — год боли — год радости. Это была новая эра. Конец истории. Это был год, изменивший все. Год 2261. Место действия: «Вавилон-5».
Оригинальный текст (англ.)It was the year of fire… the year of destruction… the year we took back what was ours. It was the year of rebirth… the year of great sadness… the year of pain… and the year of joy. It was a new age. It was the end of history. It was the year everything changed. The year is 2261. The place: Babylon 5.
— 
| No. | #  | Название                                                                        | Режиссёр       | Сценарист            | Приглашенные актёры | Даты премьеры                   | Произв. код |
| --- | -- | ------------------------------------------------------------------------------- | -------------- | -------------------- | --- | ------------------------------- | ----------- |
| 67 | 1  | «Час волка» «The Hour of the Wolf»                                              | Дэвид Игл      | Дж. Майкл Стражински | Эд Вассер (Морден) Вортам Криммер (император Картажье) Дайман Лондон (министр Центавра) Уэин Александер (Лориен)             | 4 ноября 1996 15 апреля 1999    | 401         |
| Иванова, Деленн и Лита отправляются к За’ха’думу в поисках Шеридана, а Г’Кар решается отправиться на поиски Гарибальди. Лондо обнаруживает, что новый император Центавра совершенно безумен.                                          |    |                                                                                 |                |                      | |                                 |             |
| 68 | 2  | «Что же случилось с мистером Гарибальди?» «Whatever Happened to Mr. Garibaldi?» | Кевин Добсон   | Дж. Майкл Стражински | Уэин Александер (Лориен) Вортам Криммер (император Картажье) Дайман Лондон (министр Центавра)                                | 11 ноября 1996 22 апреля 1999   | 402         |
| Г’Кар, преследуемый агентами Центавра, и Маркус продолжают поиски Гарибальди. Шеридан пытается «вернуться к жизни» при помощи таинственного существа Лориена.                                                                         |    |                                                                                 |                |                      | |                                 |             |
| 69 | 3  | «Вызов» «The Summoning»                                                         | Джон Макферсон | Дж. Майкл Стражински | Уэин Александер (Лориен) Вортам Криммер (Картажье) Рон Кампбелл (посол Дрази)                                                | 18 ноября 1996 29 апреля 1999   | 403         |
| Зак Аллан отправляется на поиски Гарибальди, Маркус и Иванова находят скрытую группировку сил Ворлона, а Деленн сталкивается с трудностями при попытках преобразования союза против Теней.                                            |    |                                                                                 |                |                      | |                                 |             |
| 70 | 4  | «Неизбежность развязки» «Falling Toward Apotheosis»                             | Дэвид Игл      | Дж. Майкл Стражински | Уэин Александер (Лориен) Вортам Криммер (император Картажье) Эд Вассер (Морден)                                              | 25 ноября 1996 6 мая 1999       | 404         |
| В качестве первого шага к окончанию войны, Шеридан решается открыто выступить против Ворлона, удалив нового посла со станции. Г’Кар, находящийся в руках императора Картажье, подвергается пыткам.                                    |    |                                                                                 |                |                      | |                                 |             |
| 71 | 5  | «Долгая ночь» «The Long Night»                                                  | Джон Лафайа    | Дж. Майкл Стражински | Брайан Крэнстон (Эриксон) Вортам Криммер (император Картажье) Рон Кампбелл (посол Дрази)                                     | 27 января 1997 13 мая 1999      | 405         |
| Шеридан готовит план финальной битвы с Ворлоном и Тенями, а Лондо и Вир заканчивают приготовления к убийству императора Картажье. |    |                                                                                 |                |                      | |                                 |             |
| 72 | 6  | «В самое пекло» «Into the Fire»                                                 | Кевин Добсон   | Дж. Майкл Стражински | Уэин Александер (Лориен) Дайман Лондон (министр Центавра) Эд Вассер (Морден)                                                 | 3 февраля 1997 20 мая 1999      | 406         |
| Шеридан ведет флот на финальную биту с Ворлоном и Тенями у Кориана-VI. Лондо пытается спасти родной Центавр от гнева Ворлона. |    |                                                                                 |                |                      | |                                 |             |
| 73 | 7  | «Прозрение» «Epiphanies»                                                        | Джон Флинн III | Дж. Майкл Стражински | Дайман Лондон (министр Центавра) Уолтер Кёниг (Бестер)                                                                       | 10 февраля 1997 27 мая 1999     | 407         |
| Прибывший на станцию Бестер сообщает о готовящейся провокации со стороны Земли и нацеленной против станции. Гарибальди покидает пост шефа безопасности, оставляя вместо себя Зака.                                                    |    |                                                                                 |                |                      | |                                 |             |
| 74 | 8  | «Иллюзия правды» «The Illusion of Truth»                                        | Стивен Фёрст   | Дж. Майкл Стражински | Джефф Григгс ('Рэндалл') Генри Дарроу (Индири) Диана Морган (Алисон)                                                         | 17 февраля 1997 3 июня 1999     | 408         |
| На станцию, с обещаниями сделать правдивый репортаж, прибывает корреспондент ISN. |    |                                                                                 |                |                      | |                                 |             |
| 75 | 9  | «Искупление» «Atonement»                                                        | Тони Доу       | Дж. Майкл Стражински | Брайан Карпентер (Каллен) Рейнер Шёне (Дукат)                                                                                | 24 февраля 1997 10 июня 1999    | 409         |
| Деленн обязана вернуться на Минбар, дабы объяснить и защитить свои отношения с Шериданом перед минбарским народом. Шеридан отправляет Маркуса и Стивена на Марс, для установления контакта с местным сопротивлением.                  |    |                                                                                 |                |                      | |                                 |             |
| 76 | 10 | «Поездка на Марс» «Racing Mars»                                                 | Хесус Тревиньо | Дж. Майкл Стражински | Джефф Григгс ('Рэндалл') Клайтон Ландей (Номер Два) Марджори Монахэн (Номер Один) Донован Скотт (Капитан Джек)               | 21 апреля 1997 17 июня 1999     | 410         |
| Франклин и Маркус продолжают свою поездку к Марсу. Отношения между Шериданом и Гарибальди окончательно испорчены, и Майкл находит новую работу.                                                                                       |    |                                                                                 |                |                      | |                                 |             |
| 77 | 11 | «Линии связи» «Lines of Communication»                                          | Джон Флинн III | Дж. Майкл Стражински | Марджори Монахэн (Номер Один) Паоло Сеганти (Филлип) Дж. В. Стивенс (Форелл)                                                 | 28 апреля 1997 24 июня 1999     | 411         |
| В результате расследования нападений на соседние с Минбаром миры, Деленн сталкивается с новой расой — Дракхами. Франклин и Маркус уговаривают марсианское сопротивление помочь Шеридану.                                              |    |                                                                                 |                |                      | |                                 |             |
| 78 | 12 | «Конфликты интересов» «Conflicts of Interest»                                   | Дэвид Игл      | Дж. Майкл Стражински | Тим Чоут (Затрас) Денис Джентайл (Лиза Хемптон) Марк Шнейдер (Уейд) Ричард Стивен Хоровиц (Марк)                             | 5 мая 1997 1 июля 1999          | 412         |
| Выполняя свою первую работу для нового заказчика, Гарибальди внезапно сталкивается с прошлым. Станция начинает вещание своего собственного, альтернативного канала — «Голос сопротивления».                                           |    |                                                                                 |                |                      | |                                 |             |
| 79 | 13 | «Слухи, сделки и ложь» «Rumors, Bargains and Lies»                              | Майк Вейар     | Дж. Майкл Стражински | Рон Кампбелл (посол Дрази) Гай Синер (жрец) Джон Виккери (Нерун)                                                             | 12 мая 1997 8 июля 1999         | 413         |
| Шеридан уловкой вынуждает Лигу Неприсоединившихся Миров вступить в новый альянс. Деленн вступает в союз с Неруном для спасения Минбара от гражданской войны.                                                                          |    |                                                                                 |                |                      | |                                 |             |
| 80 | 14 | «Переходные моменты» «Moments of Transition»                                    | Тони Доу       | Дж. Майкл Стражински | Джон Виккери (Нерун) Уолтер Кёниг (Бестер)                                                                                   | 19 мая 1997 15 июля 1999        | 414         |
| Каста воинов на Минбаре ожидает капитуляции Деленн и касты жрецов. Бестер делает предложение Лите вернуться в пси-корпус и завещать тело исследователям, а Шеридан окончательно принимает решение выступить против президента Кларка. |    |                                                                                 |                |                      | |                                 |             |
| 81 | 15 | «Не отступать, не сдаваться» «No Surrender, No Retreat»                         | Майк Вейар     | Дж. Майкл Стражински | Марсия Митзман Гавен (Сандра Левитт) Ричард Гант (Эдвард Макдуган) Кед Дженкинс (Тревор Хол)                                 | 26 мая 1997 22 июля 1999        | 415         |
| Шеридан вступает в бой с кораблями президента Кларка с целью освобождения колонии Проксима-3. Лондо и Г’Кар совместно принимают решение о дипломатической поддержке действий Шеридана.                                                |    |                                                                                 |                |                      | |                                 |             |
| 82 | 16 | «Реализация жизненных сил» «The Exercise of Vital Powers»                       | Джон Лафайя    | Дж. Майкл Стражински | Денис Джентайл (Лиза Хемптон) Марк Шнейдер (Уейд) Ефрем Цимбалист мл. (Уильямс Эдгарс)                                       | 2 июня 1997 29 июля 1999        | 416         |
| Гарибальди прилетает на Марс для встречи со своим новым работодателем Уильямом Эдгарсом. Франклин и Лита работают с замороженными телепатами, использование которых входит в план Шеридана.                                           |    |                                                                                 |                |                      | |                                 |             |
| 83 | 17 | «Лицо врага» «The Face of the Enemy»                                            | Майк Вейар     | Дж. Майкл Стражински | см. ниже | 9 июня 1997 5 августа 1999      | 417         |
| Гарибальди оказывается перед выбором выдавать или нет Шеридана властям. Лита и Франклин прибывают на Марс с «грузом» телепатов. |    |                                                                                 |                |                      | |                                 |             |
| 84 | 18 | «Разрывы в реальном времени» «Intersections in Real Time»                       | Джон Лафайя    | Дж. Майкл Стражински | Рэй Бирк (Вилльям) Уэин Александер (Дрази) Брюс Грэй (Следователь)                                                           | 16 июня 1997 12 августа 1999    | 418         |
| Шеридан допрашивается земными властями. |    |                                                                                 |                |                      | |                                 |             |
| 85 | 19 | «Между тьмой и светом» «Between the Darkness and the Light»                     | Дэвид Игл      | Дж. Майкл Стражински | Брюс Грэй (Следователь) Марджори Монахэн (Номер Один) Дэвид Пурдман (капитан Джеймс) Мусетта Вандер (Фелиция)                | 6 октября 1997 19 августа 1999  | 419         |
| Шеридан все ещё находится в заключении, Иванова принимает на себя командование, а Гарибальди пытается доказать марсианскому сопротивлению свою невиновность.                                                                          |    |                                                                                 |                |                      | |                                 |             |
| 86 | 20 | «Эндшпиль» «Endgame»                                                            | Джон Коупленд  | Дж. Майкл Стражински | Марджори Монахэн (Номер Один) Дэвид Пурдман (капитан Джеймс) Кэролин Сеймур (сенатор Кросби) Джулиан Стоун (капитан Митчелл) | 13 октября 1997 26 августа 1999 | 420         |
| Шеридан ведет флот на решающую битву с президентом Кларком. Маркус решает пожертвовать собой для спасения Ивановой. |    |                                                                                 |                |                      | |                                 |             |
| 87 | 21 | «Восходящая звезда» «Rising Star»                                               | Тони Доу       | Дж. Майкл Стражински | Денис Джентайл (Лиза Хемптон) Рэнс Ховард (Дэвид Шеридан) Беата Позняк (Сузанна Лученко) Уолтер Кёниг (Бестер)               | 20 октября 1997 2 сентября 1999 | 421         |
| Шеридан сдаётся новым земным властям и ждет судебного разбирательства его действий. Маркус спасает Иванову, но впадает в кому. Деленн, Г’Кар и Лондо предлагают различным расам объединиться в новый Межзвёздный Альянс.              |    |                                                                                 |                |                      | |                                 |             |
| 88 | 22 | «Деконструкция падающих звёзд» «The Deconstruction of Falling Stars»            | Стивен Фёрст   | Дж. Майкл Стражински | Рой Броксмит (Альвин Макомбер) Аластир Дункан (Латимер) Эрик Пирпойнт (Даниел) Нил Робертс (Михаил)                          | 27 октября 1997 9 сентября 1999 | 422 501     |
| Деленн и Шеридан, вступив в брак, возвращаются на станцию. Показаны последствия деятельности Шеридана и существования станции Вавилон-5 через год, сотню, пятьсот, тысячу и миллион лет.                                              |    |                                                                                 |                |                      | |                                 |             |

↑  Актёры, приглашенные в эпизод «Лицо врага», — Ефрем Цимбалист мл. (Уильямс Эдгарс), Ричард Гант (Эдвард Макдуган), Денис Джентайл (Лиза Хемптон), Марджори Монахэн (Номер Один), Диана Морган (Алисон), Дэвид Пурдман (капитан Джеймс), Рикко Росс (капитан Франк), Марк Шнейдер (Уейд), Уолтер Кёниг (Бестер).
1. ↑  Когда сериал был продлен на пятый сезон, эпизод «Деконструкция падающих звёзд» был снят как первый (501) пятого сезона и заменил эпизод «Сон в сиянии», ранее снятый как финал четвёртого сезона. Производственный код последнего был изменен с 422 на 523, и он был показан как финал всего сериала[26].

### Сезон 5. «Огненное колесо» («The Wheel of Fire»)
Итак, началось… В твоём разуме дыра… Что вы хотите?… Никто здесь не такой, каким кажется… Ничто не осталось, как прежде … Командор Синклер… был отозван … Почему же вы не уничтожите весь Нарн? … Я вижу руку, протягивающуюся со звезд … Кто ты? … Сегодня президент Кларк подписал указ о введении чрезвычайного положения … Эти приказы вынудили нас объявить о своей независимости … Если только вы не вылезете из своих скафандров и не сделаете хоть что-нибудь … Ты тот, кто был … Если ты полетишь на За’Ха’Дум, ты погибнешь … Зачем ты здесь? … Есть ли у тебя что-нибудь, ради чего стоило бы жить? … Я думаю о моём прекрасном городе, объятом пламенем … Как гиганты в песочнице … УБИРАЙТЕСЬ ИЗ НАШЕЙ ГАЛАКТИКИ! … Мы здесь, чтобы арестовать президента Кларка … Год 2262. Место действия: «Вавилон-5.»
Оригинальный текст (англ.)And so it begins. There is a hole in your mind. What do you want? No one here is exactly what he appears. Nothing's the same anymore. Commander Sinclair is being reassigned. Why don't you eliminate the entire Narn homeworld while you're at it? I see a great hand, reaching out of the stars. Who are you? President Clark has signed a decree today declaring martial law. These orders have forced us to declare independence. Weapons supplies. Unless your people get off your encounter-suited butts and do something. You are the One who was. If you go to Z'ha'dum, you will die. Why are you here, do you have anything worth living for? I think of my beautiful city in flames. Like giants in the playground. NOW GET THE HELL OUT OF OUR GALAXY. We are here to place President Clark under arrest.
— 
| No. | #  | Название                                                                  | Режиссёр             | Сценарист                           | Приглашенные актёры                                                                                 | Даты премьеры                  | Произв. код |
| --- | -- | ------------------------------------------------------------------------- | -------------------- | ----------------------------------- | --------------------------------------------------------------------------------------------------- | ------------------------------ | ----------- |
| 89 | 1  | «Без компромиссов» «No Compromises»                                       | Дженет Грик          | Дж. Майкл Стражински                | Джошуа Кокс (Корвин) Антонио Кривелло (Джон) Робин Аткин Даунс (Байрон)                             | 21 января 1998 8 апреля 2000   | 502         |
| На Шеридана готовится покушение, которое должно произойти во время его инаугурации. На станцию прибывает новый командующий, назначенный вместо Шеридана, — капитан Элизабет Локли. Группа беглых телепатов просит убежища на станции. |    |                                                                           |                      |                                     | |                                |             |
| 90 | 2  | «Очень долгая ночь Лондо Моллари» «The Very Long Night of Londo Mollari»  | Дэвид Игл            | Дж. Майкл Стражински                | —                                                                                                   | 28 января 1998 15 апреля 2000  | 503         |
| У Лондо происходит сердечный приступ, и он оказывается в сюрреалистичном сне, в котором должен столкнуться со своим страхом, чтобы выжить. Ленньер решает покинуть пост помощника Деленн и уйти в рейнджеры. |    |                                                                           |                      |                                     | |                                |             |
| 91 | 3  | «Венец всего живущего» «The Paragon of Animals»                           | Майк Вейар           | Дж. Майкл Стражински                | Робин Аткин Даунс (Байрон) Ким Штраусс (посол Дрази)                                                | 4 февраля 1998 22 апреля 2000  | 504         |
| Шеридан, при помощи Г’Кара, составляет декларацию принципов, однако во время её одобрения Альянсом возникают трения. Изолированный мир Энфли запрашивает защиту от пиратов, а Гарибальди предлагает использовать телепатов для военной разведки. |    |                                                                           |                      |                                     | |                                |             |
| 92 | 4  | «Взгляд с галёрки» «A View from the Gallery»                              | Дженет Грик          | Дж. Майкл Стражински Харлан Эллисон | Робин Аткин Даунс (Байрон) Джошуа Кокс (Корвин) Раймонд О'Коннор (Мак) Лоуренс Леджон (Бо)          | 11 февраля 1998 29 апреля 2000 | 505         |
| Во время атаки неизвестной инопланетной расы на станцию, два техника поддерживают её работоспособность. |    |                                                                           |                      |                                     | |                                |             |
| 93 | 5  | «Кривая обучения» «Learning Curve»                                        | Дэвид Игл            | Дж. Майкл Стражински                | Турхан Бей (Зех Тарвал) Брендан Форд (Танньера) Тревор Годдард (Трейс)                              | 18 февраля 1998 6 мая 2000     | 506         |
| Два новобранца рейнджера прибывают на станцию вместе со своими наставниками. Зак Аллан в это время расследует убийства на Нижних уровнях, а Гарибальди пытается разгадать тайну прошлого Локли. |    |                                                                           |                      |                                     | |                                |             |
| 94 | 6  | «Странные отношения» «Strange Relations»                                  | Джон Флинн III       | Дж. Майкл Стражински                | Робин Аткин Даунс (Байрон) Джошуа Кокс (Корвин) Уолтер Кёниг (Бестер)                               | 25 февраля 1998 13 мая 2000    | 507         |
| Командование станции и руководство Альянса занимают различные стороны, когда на станцию прибывает Альфред Бестер, планирующий арестовать колонию беглых телепатов. |    |                                                                           |                      |                                     | |                                |             |
| 95 | 7  | «Секреты души» «Secrets of the Soul»                                      | Тони Доу             | Дж. Майкл Стражински                | Робин Аткин Даунс (Байрон)                                                                          | 4 марта 1998 20 мая 2000       | 508         |
| Лита Александер все больше сближается с лидером беглых телепатов - Байроном. А Стивен расследует прошлое расы Хаяк. |    |                                                                           |                      |                                     | |                                |             |
| 96 | 8  | «День мёртвых» «Day of the Dead»                                          | Доуг Лефлёр          | Нил Гейман                          | см. ниже                                                                                            | 11 марта 1998 17 июня 2000     | 511         |
| Вавилон-5 становится одним из мест проведения бракирского «дня мёртвых», во время которого людей посещают призраки из их прошлого. Известные комики Рибо и Зути прибывают на станцию. |    |                                                                           |                      |                                     | |                                |             |
| 97 | 9  | «В царстве слепых» «In the Kingdom of the Blind»                          | Дэвид Игл            | Дж. Майкл Стражински                | Робин Аткин Даунс (Байрон) Дайман Лондон (регент Центавра) Йан Огилви (Лорд Джано)                  | 18 марта 1998 27 мая 2000      | 509         |
| Лондо возвращается на Центавр, причём он берет Г’Кара в качестве своего телохранителя. Байрон выдвигает ультиматум Межзвездному Альянсу. |    |                                                                           |                      |                                     | |                                |             |
| 98 | 10 | «Трагедия телепатов» «A Tragedy of Telepaths»                             | Тони Доу             | Дж. Майкл Стражински                | Кэйтлин Браун (На'Тот) Робин Аткин Даунс (Байрон) Ким Штраусс (посол Дрази) Уолтер Кёниг (Бестер)   | 25 марта 1998 3 июня 2000      | 510         |
| Телепаты баррикадируются на нижних уровнях, и для разрешения кризиса с телепатами на станцию вызывается Бестер. Г’Кар обнаруживает, что его бывшая атташе На’Тот содержится на Центавре, и просит Лондо помочь с её освобождением. |    |                                                                           |                      |                                     | |                                |             |
| 99 | 11 | «Как феникс из пепла» «Phoenix Rising»                                    | Дэвид Игл            | Дж. Майкл Стражински                | Робин Аткин Даунс (Байрон) Уолтер Кёниг (Бестер)                                                    | 1 апреля 1998 10 июня 2000     | 512         |
| Бестер разрешает кризис телепатов, однако многие беглые телепаты гибнут. |    |                                                                           |                      |                                     | |                                |             |
| 100 | 12 | «Зазубренный край» «The Ragged Edge»                                      | Джон Коупленд        | Дж. Майкл Стражински                | Маршалл Тигуи (Та'Лон) Джон Кастеллнос (Тафик Азир)                                                 | 8 апреля 1998 24 июня 2000     | 513         |
| Для расследования нападений на транспортные корабли Гарибальди отправляется на родную планету дрази. Г’Кар, вернувшийся на станцию, обнаруживает, что его книга стала очень популярна и его признают новым религиозным лидером. |    |                                                                           |                      |                                     | |                                |             |
| 101 | 13 | «Корпус — мать, корпус — отец» «The Corps is Mother, the Corps is Father» | Стивен Фёрст         | Дж. Майкл Стражински                | Дана Баррон (Лорен Эшли) Реджи Ли (Чен Хикару) Уолтер Кёниг (Бестер)                                | 15 апреля 1998 1 июля 2000     | 514         |
| Вместе с двумя пси-копами курсантами Бестер преследует беглого телепата-убийцу с Марса до Вавилона-5. |    |                                                                           |                      |                                     | |                                |             |
| 102 | 14 | «Медитации над бездной» «Meditations on the Abyss»                        | Майк Вейар           | Дж. Майкл Стражински                | Рон Кампбелл (посол Дрази) Мартин Каст (Финделл)                                                    | 27 мая 1998 8 июля 2000        | 515         |
| Деленн даёт Ленньеру задание помочь в поиске улик, доказывающих причастность Центавра к нападениям. Лондо назначает Вира новым послом республики на Вавилоне-5. |    |                                                                           |                      |                                     | |                                |             |
| 103 | 15 | «Тьма надвигается» «Darkness Ascending»                                   | Дженет Грик          | Дж. Майкл Стражински                | Денис Джентайл (Лиза Хемптон) Томас МакГриви (министр)                                              | 3 июня 1998 15 июля 2000       | 516         |
| Ленньер рискует жизнь для выполнения задания Деленн. Лиза прибывает к Гарибальди и требует, чтобы он отказался от выпивки. А Лита вспоминает о старом предложении Г’Кара и принимает его. |    |                                                                           |                      |                                     | |                                |             |
| 104 | 16 | «И все мои мечты разорваны на части» «And All My Dreams, Torn Asunder»    | Горан Гаич           | Дж. Майкл Стражински                | Томас МакГриви (министр) Ким Штраусс (посол Дрази)                                                  | 10 июня 1998 22 июля 2000      | 517         |
| Шеридан и Деленн принимают санкции против Центавра, в результате которых Альянс и Центавр оказываются на грани войны. |    |                                                                           |                      |                                     | |                                |             |
| 105 | 17 | «Движения огня и тени» «Movements of Fire and Shadow»                     | Джон Флинн III       | Дж. Майкл Стражински                | см. ниже                                                                                            | 17 июня 1998 29 июля 2000      | 518         |
| Конфликт между Альянсом и Центавром перерастает в войну, а Лита и Франклин обнаруживают, кто на самом деле стоит за атаками. |    |                                                                           |                      |                                     | |                                |             |
| 106 | 18 | «Падение Центавра Прайм» «The Fall of Centauri Prime»                     | Дуглас Уайс          | Дж. Майкл Стражински                | Уэин Александер (дракх) Симон Биллиг (рейнджер) Дайман Лондон (регент Центавра) Робин Сакс (На'Ток) | 28 октября 1998 5 августа 2000 | 519         |
| Столица Центавра подвергается бомбардировке силами нарнов и дрази, и практически захвачена. Деленн и Ленньер в результате атаки центаврианского флота оказываются дрейфующими в гиперпространстве. |    |                                                                           |                      |                                     | |                                |             |
| 107 | 19 | «Огненное колесо» «The Wheel of Fire»                                     | Дженет Грик          | Дж. Майкл Стражински                | Денис Джентайл (Лиза Хемптон)                                                                       | 4 ноября 1998 12 августа 2000  | 520         |
| Г’Кар пытается сбежать от своей славы, Деленн узнает, что она беременна, а Локли пытается помочь Гарибальди справиться с алкоголизмом. |    |                                                                           |                      |                                     | |                                |             |
| 108 | 20 | «Объекты в движении» «Objects in Motion»                                  | Хесус Тревиньо       | Дж. Майкл Стражински Харлан Эллисон | Денис Джентайл (Лиза Хемптон) Марджори Морриган (Номер Один)                                        | 11 ноября 1998 19 августа 2000 | 521         |
| Г'Кар планирует покинуть станцию вместе с Литой. На Гарибальди и Лизу готовится покушение, о чем становится известно, благодаря старому союзнику. |    |                                                                           |                      |                                     | |                                |             |
| 109 | 21 | «Объекты в покое» «Objects at Rest»                                       | Джон Коупленд        | Дж. Майкл Стражински                | Маршалл Тигуи (Та’Лон) Симон Биллиг (рейнджер) Джошуа Кокс (Корвин) Марджори Морриган (Номер Один)  | 18 ноября 1998 26 августа 2000 | 522         |
| Шеридан и Деленн покидают станцию, отправляясь в новую штаб-квартиру Альянса на Минбаре; Гарибальди улетает на Марс, дабы принять руководство бизнесом Лизы; Франклин получает новую работу на Земле; а Ленньер совершает ужасную ошибку. |    |                                                                           |                      |                                     | |                                |             |
| 110 | 22 | «Сон в сиянии» «Sleeping in Light»                                        | Дж. Майкл Стражински | Дж. Майкл Стражински                | Дж. Майкл Стражински (техник) Уэин Александер (Лориен) Дэвид Веллс (коммандер Нилс)                 | 25 ноября 1998 2 сентября 2000 | 422 523     |
| В 2281 году срок, отпущенный Шеридану Лориеном, подходит к концу. Старые друзья — бизнесмен Майкл Гарибальди, ксенобиолог с мировым именем Стивен Франклин, генерал Сьюзан Иванова, император Вир Котто, прибывают на Минбар к Джону и Деленн, дабы попрощаться с Шериданом, вспомнить прошлое и друзей, которых уже нет с ними — Лондо Моллари, Г’Кара, Ленньера, Маркуса. Приходят последние дни и станции Вавилон-5 — принято решение о её закрытии и уничтожении. Последний техник (камео создателя сериала — Джозефа Майкла Стражински) на станции выключает свет, после чего она прекращает существование в огне, как и было предсказано. Джон Шеридан навсегда прощается с Деленн, успевает посетить Вавилон-5 до его уничтожения, и улетает к месту, где происходила решающая битва с Тенями и Ворлонцами. Там Шеридана встречает Лориен. Корабль Джона находят, но его тело бесследно исчезает. |    |                                                                           |                      |                                     | |                                |             |

↑  Актёры, приглашенные в эпизод «День мёртвых», — Пенн и Теллер (Рибо и Зути), Джошуа Кокс (Корвин), Бриджет Фланери (Зои), Фабиана Уденио (Адира Тири), Харлан Эллисон (голос Зути), Мари Маршалл (Доджер), Эд Вассер (Морден), Джонатан Чампан (посол Бракири)
↑  Актёры, приглашенные в эпизод «Движения огня и тени», — Уэин Александер (дракх), Джош Кларк (Куломани), Джошуа Кокс (Корвин), Дайман Лондон (регент Центавра), Томас МакГриви (министр), Робин Сакс (На’Ток).
1. ↑  Эпизод «День мертвых» размещался под номером 8 во время первоначальной трансляции сериала и на DVD. Согласно гиду по эпизодам, он должен идти после серии «Зазубренный край» [10]. По словам создателя сериала Джозефа Майкла Стражински, эпизод планировалось показать после серии «Как феникс из пепла»[30].
2. ↑  Джулия Кэйтлин Браун исполняла роль На’Тот в первом сезоне, где она входила в состав основных актеров. Роль На'Тот во втором сезоне, где она также являлась главной, исполняла Мери Кей Адамс.
3. ↑  Эпизод был номинирован на премию Хьюго в номинации за лучшую постановку в 1999 году[31].
4. 1 2  Изначально эпизод "Сон в сиянии" был снят как финал четвертого сезона, поэтому в нем появляется героиня Клаудии Кристиан - Сьюзен Иванова, отсутствующая в пятом сезоне, а в титрах указан актерский состав четвертого сезона[26]. Производственный номер эпизода был изменен с 422 на 523.

## Другие фильмы
| # | Название | Режиссёр             | Сценарист            | Продюсер      | Дата премьеры  | Издание DVD                    | Произв. код |
| - | --- | -------------------- | -------------------- | ------------- | -------------- | ------------------------------ | ----------- |
| 1 | «Вавилон-5: В начале» «Babylon 5: In the Beginning»                                                                                     | Майк Вейар           | Дж. Майкл Стражински | Джон Коупленд | 4 января 1998  | 4 декабря 2001 17 августа 2004 | TNTMoW2     |
| 2 | «Вавилон-5: Третье пространство» «Babylon 5: Thirdspace»                                                                                | Хесус Тревиньо       | Дж. Майкл Стражински | Джон Коупленд | 19 июля 1998   | 17 августа 2004                | TNTCF1      |
| 3 | «Вавилон-5: Река душ» «Babylon 5: River of Souls»                                                                                       | Дженет Грик          | Дж. Майкл Стражински | Джон Коупленд | 8 ноября 1998  | 17 августа 2004                | TNTMoW3     |
| 4 | «Вавилон-5: Призыв к оружию» «Babylon 5: A Call to Arms»                                                                                | Майк Вейар           | Дж. Майкл Стражински | Джон Коупленд | 3 января 1999  | 17 августа 2004                | TNTMoW4     |
| 5 | «Вавилон-5: Легенда о рейнджерах — Жить и умереть в сиянии звёзд» «Babylon 5: The Legend of the Rangers — To Live and Die in Starlight» | Майк Вейар           | Дж. Майкл Стражински | Рон МакЛауд   | 19 января 2002 | 14 марта 2006                  | —           |
| 6 | «Вавилон-5: Затерянные сказания — Голоса во тьме» «Babylon 5: The Lost Tales — Voices in the Dark»                                      | Дж. Майкл Стражински | Дж. Майкл Стражински | Сара Барнс    | —              | 31 июля 2007                   | 235024      |
| — | «Вавилон-5: Память теней» «Babylon 5: The Memory of Shadows»                                                                            | Стивен Бек           | Дж. Майкл Стражински | —             | —              | —                              | —           |

1. ↑  Фильм является связующим звеном между оригинальным сериалом и спин-оффом «Крестовый поход».
2. ↑  Фильм предполагался как пилотный эпизод спин-оффа «Вавилон-5: Легенда о рейнджерах».
3. ↑  Фильм предполагался как пилотный эпизод сериала-антологии «Вавилон-5: Затерянные сказания». Официально не был дублирован на русский язык, и название приведено условно.
4. ↑  Фильм вышел в формате Direct-to-DVD
5. ↑  Фильм не был снят из-за недостатка финансирования[33]. Название на русском языке приведено условно.

## Крестовый поход
«Крестовый поход» (англ. Crusade) — спин-офф сериала «Вавилон-5», созданный и спродюсированный Джозефом Майклом Стражински.
Действие сериала происходит в 2267 году, через несколько лет после событий, описанных в сериале «Вавилон-5» и сразу после событий, показанных в фильме «Вавилон-5: Призыв к оружию». Раса, называющаяся «дракхи», во время атаки на Землю вносит в её атмосферу вирус. Корабль «Экскалибур», построенный незадолго до нападения, должен найти лекарство от вируса.

## Хронология сериалов и фильмов по годам действия
| Год              | Сезон / фильм                                                                             |                      |
| ---------------- | ----------------------------------------------------------------------------------------- | -------------------- |
| 2245—2248        | «В начале» часть действия происходит в 2278 году                                          | [ 10 ] [ 34 ]        |
| 2257             | «Сборы»                                                                                   | [ 10 ] [ 35 ]        |
| 2258             | 1 сезон                                                                                   | [ 21 ] [ 10 ]        |
| 2259             | 2 сезон                                                                                   | [ 10 ] [ 23 ]        |
| 2260             | 3 сезон в серии «Война без конца» часть действия происходит в 2278 году                   | [ 10 ] [ 24 ] [ 34 ] |
| 2261             | 4 сезон за исключением последней серии                                                    | [ 10 ] [ 25 ] [ 36 ] |
| 2261             | «Третье пространство» параллельно 4 сезону, между сериями «Иллюзия правды» и «Искупление» | [ 10 ]               |
| 2262             | 5 сезон за исключением последней серии                                                    | [ 10 ] [ 27 ] [ 37 ] |
| 2263             | «Река душ»                                                                                | [ 10 ]               |
| 2265             | «Жить и умереть в сиянии звёзд»                                                           | [ 10 ]               |
| 2266             | «Призыв к оружию»                                                                         | [ 10 ]               |
| 2267             | «Крестовый поход»                                                                         | [ 10 ]               |
| 2271             | «Затерянные сказания»                                                                     | [ 10 ]               |
| 2278             | «В начале» год, в котором находится рассказчик                                            | [ 10 ] [ 34 ]        |
| 2281             | заключительная серия 5-го сезона («Сон в сиянии»). Станция «Вавилон-5» ликвидирована      | [ 10 ] [ 37 ]        |
| 2362             | заключительная серия 4-го сезона («Деконструкция падающих звёзд»)                         | [ 10 ] [ 36 ]        |
| 2762             | заключительная серия 4-го сезона («Деконструкция падающих звёзд»)                         | [ 10 ] [ 36 ]        |
| 3262             | заключительная серия 4-го сезона («Деконструкция падающих звёзд»)                         | [ 10 ] [ 36 ]        |
| 1002262 (прибл.) | заключительная серия 4-го сезона («Деконструкция падающих звёзд»)                         | [ 10 ] [ 36 ]        |